# تاتسويا تاكاهاشي
تاتسويا تاكاهاشي (باليابانية: 高橋達也؛ بالكانا: たかはし たつや) هو عازف ساكسفون ياباني، ولد في 27 ديسمبر 1931 في تسوروكا في اليابان، وتوفي في 29 فبراير 2008.

## وصلات خارجية
- الموقع الرسمي
- تاتسويا تاكاهاشي على موقع IMDb (الإنجليزية)
- تاتسويا تاكاهاشي على موقع ميوزك برينز (الإنجليزية)
- تاتسويا تاكاهاشي على موقع أول ميوزيك (الإنجليزية)
- تاتسويا تاكاهاشي على موقع ديسكوغز (الإنجليزية)